# Reute, Emmendingen
Reute là một thị xã nằm ở huyện Emmendingen, bang Baden-Württemberg, Đức. Đô thị này có diện tích 4,79 km², dân số thời điểm 31 tháng 12 năm 2020 là 2858 người.

## Dân số
| Năm  | Số dân |
| ---- | ------ |
| 1950 | 1141   |
| 1991 | 2632   |
| 1995 | 2806   |
| 2005 | 3138   |
| 2010 | 3052   |
| 2015 | 2926   |
| 2020 | 2858   |

## Thị trưởng
- 1946-1954: Fridolin Birkle
- 1954-1974: Anton Siegel
- 1974-1997: Franz Kury
- Từ năm 1997: Michael Schlegel

## Thư viện ảnh

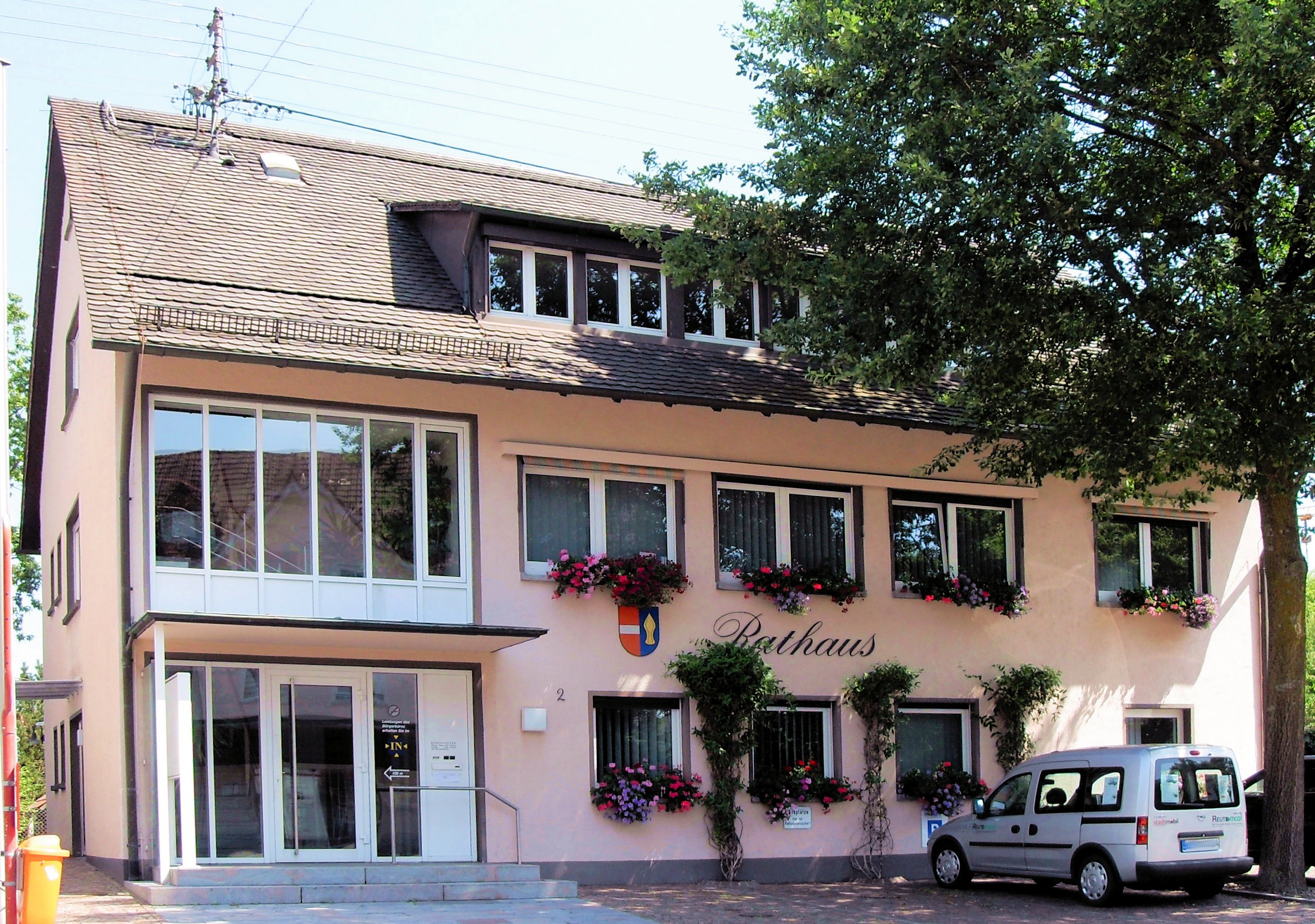
Tòa thị chính
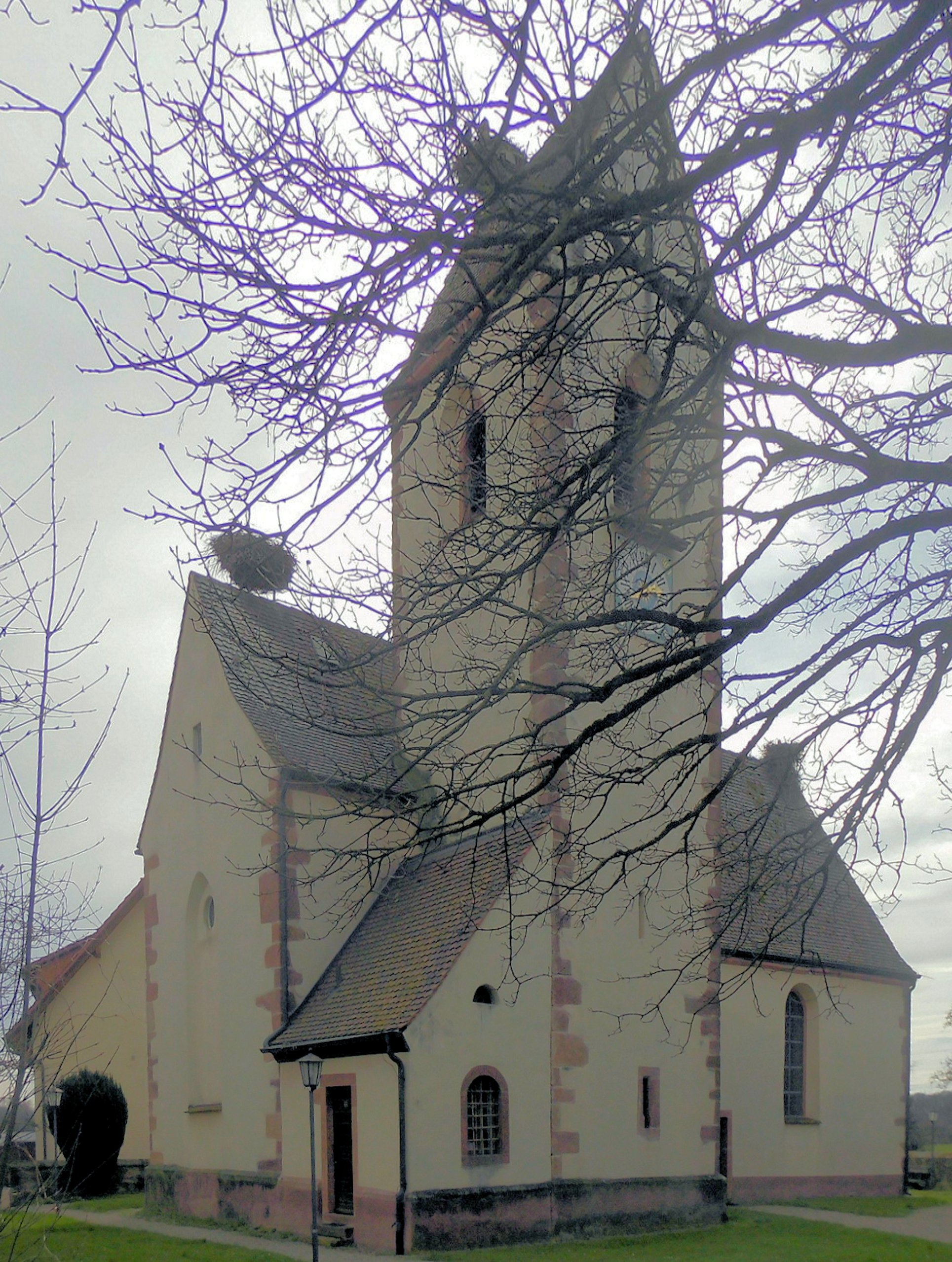
Nhà thờ Công giáo ''Unserer Lieben Frau vom Rosenkranz''
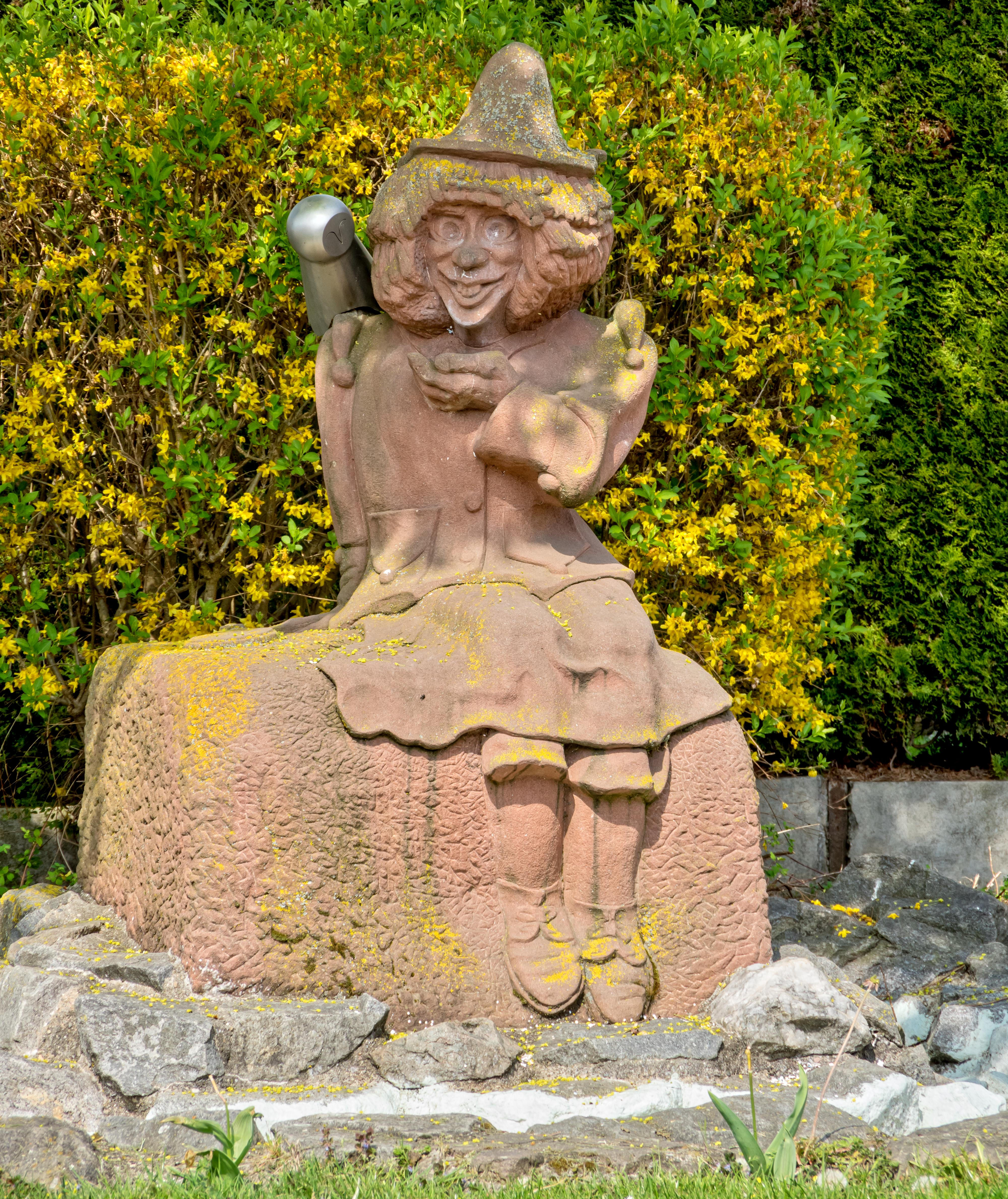
Đài phun nước